# Passee
Passee är en kommun och ort i Landkreis Nordwestmecklenburg i förbundslandet Mecklenburg-Vorpommern i Tyskland.
Kommunen ingår i kommunalförbundet Amt Neukloster-Warin tillsammans med kommunerna Bibow, Glasin, Jesendorf, Lübberstorf, Neukloster, Warin, Zurow och Züsow.